# Gmina Mora
Gmina Mora (szw. Mora kommun) – gmina w Szwecji, w regionie Dalarna, siedzibą jej władz jest Mora.
Pod względem zaludnienia Mora jest 118. gminą w Szwecji. Zamieszkuje ją 20 083 osób, z czego 49,97% to kobiety (10 035) i 50,03% to mężczyźni (10 048). W gminie zameldowanych jest 397 cudzoziemców. Na każdy kilometr kwadratowy przypada 7,1 mieszkańca. Pod względem wielkości gmina zajmuje 30. miejsce.